# نزلة رميح
قرية نزلة رميح هي إحدى القرى التابعة لمركز منفلوط في محافظة أسيوط في جمهورية مصر العربية. حسب إحصاءات سنة 2006، بلغ إجمالي السكان في نزلة رميح 4486 نسمة، منهم 2350 رجل و2136 امرأة.